# Perotis pilosa
Perotis pilosa är en gräsart som beskrevs av Thomas Arthur Cope. Perotis pilosa ingår i släktet Perotis och familjen gräs. Inga underarter finns listade i Catalogue of Life.